# خالد أباد (إسفراين)
خالد أباد (بالفارسية: خالدآباد) هي قرية تقع في قسم دامن كوه الريفي (مقاطعة إسفراين) في إيران. يقدر عدد سكانها بـ 1,208 نسمة .